# عين الكبيرة (ولاية تلمسان)
عين الكبيرة إحدى بلديات ولاية تلمسان تابعة لـ دائرة فلاوسن.